# Pierre-André d'Héguerty
Pierre-André d'Héguerty (Dinan, 1700 – Nancy, 12 de janeiro de 1763) foi um economista francês que ocupou cargos administrativos na ilha Reunião.
Ele deteve os cargos de Procurador-Geral do conselho superior de Bourbon (situado na ilha Reunião e de juiz de polícia do distrito de Sainte-Suzanne, com o apoio do cardeal Fleury e Philibert Orry, controlador das finanças. Foi em Sainte-Suzanne que se casou Marie Françoise de Verdière em 15 de setembro de 1738, com quem teve dois filhos: Grâce Thérèse Rose, nascida em 25 de dezembro de 1740, e Pierre Charles, nascido em 2 de maio 1742.
Nomeado em 26 de março de 1741 como o Primeiro Conselheiro da ilha, ele se aproveitou de sua posição para coletar muitos documentos sobre os interesses do comércio marítimo e os recursos de navegação. Ele também fez fortuna lá, limpando a terra e cultivando café.